# فوكه-وولف تا 152
فوكه-وولف تا 152 طائرة مقاتلة ألمانية تطير على ارتفاعات عالية في الحرب العالمية الثانية - طائرة اعتراضية صممها كورت تانك وأنتجها فوك وولف. 
دخلت أول تا 152H الخدمة في لوفتفافه في يناير 1945. تم إنتاج تا 152 بعد فوات الأوان وبأعداد غير كافية للتأثير على نتيجة الحرب. 

## إنتاج
The total number of Ta 152 aircraft produced is unknown. Malcolm Lowe notes: 
 بحلول فبراير 1945، توقف إنتاج تا152.  وفقا لبيتر روديك، 44 تا 152   H-0 / V و 25 Ta 152   تم بناء H-1 ؛ إجمالي إنتاج تا 152 غير معروف. 

## المشغليين
Germany
- لوفتفافه